# Канкаанранта, Аксел
Аксел Канкаанранта (фин. Aksel Kankaanranta) — финский певец. Должен был представлять Финляндию с песней «Looking Back» на конкурсе песни Евровидении-2020 в Роттердаме.

## Карьера
Канкаанранта стал известен в 2017 году, когда участвовал в седьмом сезоне «Голоса Финляндии» и занял второе место. Канкаанранта также записал песню «Jättiläinen», с которой выиграл на Песне Года, а также на церемонии Emma Gala 2019 года. 8 марта 2020 года Канкаанранта победил в финале национального отбора «Конкурса новой музыки» (UMK), на котором из шести участников определялся представитель страны на Евровидение-2020, при этом перед началом финала Аксел не считался фаворитом. Аксел представил песню «Looking Back» и получил возможность представить страну на конкурсе, который впоследствии был отменен в связи с пандемией коронавируса. Также участвовал в национальном отборе Финляндии на Евровидение-2021 с песней «Hurt», однако не смог победить.